# Alessandro di Alessandria
Alessandro di Alessandria (Egitto, 250 – Alessandria d'Egitto, 26 febbraio 328) è stato il 7º Patriarca di Alessandria d'Egitto), che occupò la cattedra di San Marco dal 313 fino alla sua morte, avvenuta nel 328.

## Biografia

### La questione ariana
Alessandro viene ricordato sia per la sua grandezza che per il fatto che la sua nomina patriarcale escluse l'eresiarca Ario da quella carica. Quest'ultimo aveva iniziato a predicare la sua eresia nel 300, quando Pietro, da cui fu scomunicato, era patriarca. Ario fu riammesso alla comunione da Achilla, il successore di Pietro, e da questo momento iniziò a tramare per essere nominato vescovo. Alla morte di Achilla, però, fu eletto Alessandro, pertanto Ario gettò la maschera e si ribellò apertamente. Alessandro, in principio, fu molto tollerante verso gli errori di Ario, al punto che il clero quasi si ribellò. Infine, però, l'eresia ariana fu condannata da un concilio tenutosi ad Alessandria nel 318; successivamente fu confermata dal primo concilio di Nicea (325), di cui Alessandro redasse gli atti.
Il concilio di Nicea stabilì, infatti, che il Figlio è consustanziale al Padre e non creato, contraddicendo in tal modo le tesi di Ario che, pur ammettendo che Gesù fosse di sostanza simile a Dio, riteneva che questi avesse iniziato ad esistere solo nel momento in cui era stato creato. Il concilio adottò, inoltre, la partizione civile dell'Impero come modello di partizione giurisdizionale della chiesa, riconoscendo per la prima volta Alessandria d'Egitto come sede di patriarcato (Insieme a Roma e Antiochia).

### Le persecuzioni
Durante il suo lungo episcopato si verificarono le sanguinose persecuzioni degli imperatori Galerio e Massimino Daia che misero per l'ennesima volta a dura prova il cristianesimo in Egitto. Fu proprio mentre il suo predecessore Pietro era in carcere, in attesa del martirio, che Alessandro ed Achilla si recarono presso il pontefice ed intercessero per Ario, che Pietro aveva scomunicato dichiarando che era destinato alla perdizione. Il pontefice rifiutò di riammetterlo alla comunione, tuttavia, quando Achilla succedette a Pietro, Ario fu ordinato sacerdote e quando, a sua volta, Alessandro divenne vescovo l'eretico era ancora tollerato.

## Figura e culto di Alessandro
Alessandro veniva descritto dai contemporanei come "un uomo tenuto nella massima considerazione dal popolo e dal clero, magnificente, liberale, eloquente, amante di Dio e dell'uomo, dedito ai poveri, al bene e solerte verso tutti; così dedito alla mortificazione, che non ruppe mai il suo digiuno finché il sole brillava in cielo".
Viene venerato come santo dalla Chiesa cattolica (26 febbraio), da quella ortodossa (26 febbraio, anche se per lungo tempo il 17 aprile) e da quella copta (22 aprile).
Dal Martirologio Romano:

## Opere
Secondo Epifanio di Salamina, Alessandro scrisse settanta lettere, oggi perdute ad eccezione di due, entrambe relative alla questione di Ario: una indirizzata ad Alessandro vescovo di Bisanzio, scritta intorno al 324, ed un'altra indirizzata ai "nostri cari e reverendissimi confratelli al servizio della Chiesa cattolica in ogni luogo", del 319 circa.
È sopravvissuto un discorso completo di Alessandro, in siriaco e in copto, dal titolo De anima et corpore deque passione Domini, che tratta del rapporto tra anima e corpo e della necessità della passione di Gesù. Altri discorsi autentici sono giunti solo in forma frammentaria.